# Táo Splendour

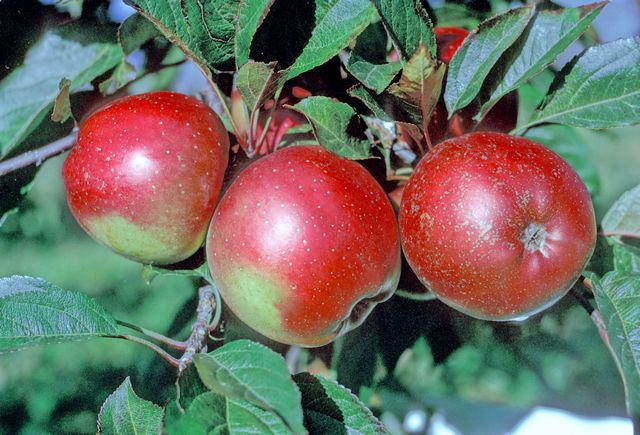
Splendours chín muộn

' Splendor' hoặc ' Splendor' hoặc ' Starksplendor' là một giống táo hiện đại được trồng ở New Zealand và được coi là một loại táo tráng miệng thương mại phổ biến. Nó đã được cho là sự lai giống giữa ' Red Dougherty ' và ' Golden Delicious ', nhưng phân tích di truyền không đặc trưng giống như cả hai giống bố mẹ, và hồ sơ không chỉ ra  cha mẹ chúng hoặc có một giả định nghi ngờ về cha mẹ chúng.
Quả có gân và hình nón, cỡ trung bình. Da mỏng  có nền màu xanh lá cây nhạt với một màu hồng nhạt và lenticels xanh. Thịt giòn và ngon ngọt; màu trắng với một chút màu xanh lá cây. Hương vị rất dễ chịu khi ăn, ngọt với ít axit.  Trái cây giữ tốt trong việc lưu trữ nhưng dễ bị bầm tím. Đây là loài chín muộn và khó bị rụng khỏi cây. Là một đầu nặng đáng tin cậy  và mang cựa của cánh hoa.
Là tổ tiên của táo Pacific Rose và cho Gala Golden Aurora.